# Villettes
Villettes é uma comuna francesa na região administrativa da Normandia, no departamento de Eure. Estende-se por uma área de 6,89 km². Em 2010 a comuna tinha 172 habitantes (densidade: 25 hab./km²).